# Tales of VS
Tales of VS (テイルズ オブ バーサス, pronunciado Tales of Versus) é o mais novo título secundário anunciado da série Tales of exclusivamente para o PlayStation Portable. O jogo será o primeiro da série a ser lançado em 2009. Trata-se de um jogo de ação apresentando diversos personagens de jogos anteriores da franquia Tales of.
Namco Bandai já registrou a marca Tales of VS. nos Estados Unidos, porém diversos outros jogos da série tiveram seu nome registrado e jamais foram lançados no Ocidente.
Tales of VS. apresentará novas animações pela Production I.G. e ilustrações de todos os personagens e "cut-ins".
A música-tema que acompanha a abertura será "Be your wings" da banda Girl Next Door, com Single marcado para lançamento em 5 de Agosto de 2009.

## Personagens

### Personagens Confirmados
A lista a seguir consiste dos 35 personagens confirmados em Tales of VS. Os jogos listados estão em ordem de lançamento, independente de serem da série principal ou títulos secundários.
| Personagem           | Jogo                                      | Plataforma original                 | Arma(s)          |
| -------------------- | ----------------------------------------- | ----------------------------------- | ---------------- |
| Cress Alvein         | Tales of Phantasia                        | Super Nintendo Entertainment System | Espada           |
| Mint Adnade          | Tales of Phantasia                        | Super Nintendo Entertainment System | Cajado           |
| Chester Burklight    | Tales of Phantasia                        | Super Nintendo Entertainment System | Arco e flecha    |
| Arche Klein          | Tales of Phantasia                        | Super Nintendo Entertainment System | Vassoura voadora |
| Dhaos                | Tales of Phantasia                        | Super Nintendo Entertainment System | Magia            |
| Farah Oersted        | Tales of Eternia                          | Playstation                         | Punhos           |
| Stahn Aileron        | Tales of Destiny                          | PlayStation                         | Espada           |
| Leon Magnus          | Tales of Destiny                          | PlayStation                         | Adagas           |
| Philia Felice        | Tales of Destiny                          | PlayStation                         | Espada           |
| Bruiser Khang        | Tales of Destiny                          | PlayStation                         | Pulsos           |
| Kyle Dunamis         | Tales of Destiny 2                        | Playstation 2                       | Espada           |
| Nanaly Fletch        | Tales of Destiny 2                        | PlayStation 2                       | Arco e flecha    |
| Harold Berselius     | Tales of Destiny 2                        | PlayStation 2                       | Cajado           |
| Barbatos Goetia      | Tales of Destiny 2                        | PlayStation 2                       | Machado          |
| Lloyd Irving         | Tales of Symphonia                        | Nintendo GameCube                   | Lâminas gêmeas   |
| Colette Brunel       | Tales of Symphonia                        | Nintendo GameCube                   | Chakrams         |
| Presea Combatir      | Tales of Symphonia                        | Nintendo GameCube                   | Machado          |
| Kratos Aurion        | Tales of Symphonia                        | Nintendo Gamecube                   | Espada           |
| Mao                  | Tales of Rebirth                          | PlayStation 2                       | Tonfas           |
| Eugene Gallardo      | Tales of Rebirth                          | PlayStation 2                       | Lança            |
| Senel Coolidge       | Tales of Legendia                         | PlayStation 2                       | Pulsos           |
| Caius Qualls         | Tales of the Tempest                      | Nintendo DS                         | Espada           |
| Luke fon(fone) Fabre | Tales of the Abyss                        | PlayStation 2                       | Espada           |
| Tear Grants          | Tales of the Abyss                        | PlayStation 2                       | Cajado           |
| Jade Curtiss         | Tales of the Abyss                        | PlayStation 2                       | Lança            |
| Anise Tatlin         | Tales of the Abyss                        | PlayStation 2                       | Cajado           |
| Asch                 | Tales of the Abyss                        | PlayStation 2                       | Espada           |
| Ruca Milda           | Tales of Innocence                        | Nintendo DS                         | Espada           |
| Iria Animi           | Tales of Innocence                        | Nintendo DS                         | Pistolas         |
| Richter Abend        | Tales of Symphonia: Dawn of the New World | Wii                                 | Espada e Machado |
| Yuri Lowell          | Tales of Vesperia                         | Xbox 360                            | Espada           |
| Rita Mordio          | Tales of Vesperia                         | Xbox 360                            | Chicote e Selos  |
| Judith               | Tales of Vesperia                         | Xbox 360                            | Lança            |
| Shing Meteoryte      | Tales of Hearts                           | Nintendo DS                         | Espada           |
| Kohak Hearts         | Tales of Hearts                           | Nintendo DS                         | Punhos           |